# Convent dels Frares d'Escala Dei
El Convent dels Frares d'Escala Dei és un edifici del municipi de Castelldans (les Garrigues) inclosa en l'Inventari del Patrimoni Arquitectònic de Catalunya.

## Descripció
Edifici d'un convent transformat actualment en habitatges. La façana aprofita els carreus de l'antic convent; de fet tan sols en queden alguns elements arquitectònics de la cornisa que hi ha a tota la façana, els arcs, quasi tots modificats, i algunes finestres. El convent va ser construït amb les pedres del castell i d'una església anterior.
La major part són cases de pedra, destaca el gran nombre d'elements antics de tipus decoratiu i arquitectònic. La casa principal sembla que era la número 17, de la qual avui en resta una porta flanquejada per pilastres. Algunes estan en obres o hi han col·locat cellers. Hi ha diversos escuts d'Escaladei datats entre 1660 i 1663. El denominador comú entre aquests escuts és l'escala acompanyada de vegetació i d'altres personatges.

## Història
Jurisdicció senyorial del prior d'Escaladei. En aquest lloc hi havia una dependència del priorat on s'hi han construït moltes cases, aprofitant el que en quedava aleshores.
Durant la desamortització de Mendizábal el 1836, passà a mans privades i es convertí en una illa de cases.